# Hebden Royd
Hebden Royd är en civil parish i Storbritannien.   Den ligger i distriktet Calderdale i grevskapet West Yorkshire i riksdelen England, i den centrala delen av landet, 270 km nordväst om huvudstaden London.